# 오히라시타역
오히라시타역(일본어: 大平下駅)은 일본 도치기현 도치기시에 위치한 동일본 여객철도 료모 선의 철도역이다. 단선 승강장 1면 1선의 구조를 갖춘 지상역이다.

## 이용 현황
| 승차 인원 추이 | 승차 인원 추이 |
| 연도           | 1일 평균       |
| -------------- | -------------- |
| 2000           | 541            |
| 2001           | 516            |
| 2002           | 469            |
| 2008           | 496            |
| 2009           | 471            |
| 2010           | 507            |
| 2011           | 501            |

## 역 주변
- 도치기 시청 오히라 종합지소
- 도부 철도 닛코 선 신오히라시타 역

## 역사
- 1895년 3월 8일 : 료모 철도의 도미야마역으로서 개업. 명칭은 당시의 촌명인 도미야마 촌으로부터 유래.
- 1897년 1월 1일 : 일본 철도로 양도.
- 1906년 11월 1일 : 일본 철도 국유화. 관설 철도로 이관.
- 1909년 10월 12일 : 선로 명칭이 제정되어, 료모 선의 역이 됨.
- 1918년 10월 16일 : 오히라시타역으로 개칭. 명칭은 오히라 산의 산기슭에 있는 역이라는 곳으로부터 유래.
- 1972년 7월 1일 : 화물 취급 폐지.
- 1985년 6월 11일 : 무인화. 이후 1990년경까지 요원 기동 센터 직원에 의해 특별 개찰 실시역으로 됨.
- 1987년 4월 1일 : 일본국유철도 분할 민영화에 의해, 동일본 여객철도가 승계.
- 2001년
  - 시기 불명 : 열차 교환 설비 철거. 료모 선에서 유일한 열차 교환 설비가 없는 역이 됨.
  - 11월 18일 : IC 카드 스이카 사용 개시.
- 2003년 12월 1일 : 직영역으로부터 무인화.

## 인접 역
| 동일본 여객철도 료모 선 | 동일본 여객철도 료모 선 | 동일본 여객철도 료모 선 |
| ----------------------- | ----------------------- | ----------------------- |
| 이와후네 다카사키 방면  | ■ 료모 선               | 도치기 오야마 방면      |